# René Weissinger
René Weissinger (Böblingen, 11 december 1978) is een Duits wielrenner.
Weissinger is pas prof geworden op 27-jarige leeftijd. Daarvoor reed hij bij amateurploegen in Duitsland waar hij tal van kleinere Duitse eendagswedstrijden won. In 2006 reed hij als neo-prof bij Skil-Shimano. In 2007 keerde hij terug naar het Team Volksbank dat in 2009 als Vorarlberg-Corratec uitkwam.

## Belangrijkste overwinningen
2001
- Klimkampioenschap, Elite, Duitsland

2005
- Ronde van Bern

2006
- 1e etappe Ronde van het Qinghaimeer
- 2e etappe Ronde van het Qinghaimeer

2008
- tussensprintklassement Ronde van Zwitserland